# Кота (Кунео)
Кота је насеље у Италији у округу Кунео, региону Пијемонт.
Према процени из 2011. у насељу је живело 54 становника. Насеље се налази на надморској висини од 307 м.